# Ugia rufilinea
Ugia rufilinea là một loài bướm đêm trong họ Erebidae.